# Biota (Espagne)
Pour les articles homonymes, voir Biota (homonymie).
Biota est une commune d’Espagne, dans la province de Saragosse, communauté autonome d'Aragon, de la comarque de Cinco Villas.